# Voděrady
Voděrady – mała wieś w Czechach, w Gminie Bílence. Znajduje się około 0,5 km na wschód od Bílenic. W 2001 mieszkało tu 17 osób.